# Zygodon liebmannii
Zygodon liebmannii är en bladmossart som beskrevs av W. P. Schimper in C. Müller 1849. Zygodon liebmannii ingår i släktet ärgmossor, och familjen Orthotrichaceae. Inga underarter finns listade i Catalogue of Life.